# Canela (ort)
Canela är en ort i Brasilien.   Den ligger i kommunen Canela och delstaten Rio Grande do Sul, i den södra delen av landet, 1 500 km söder om huvudstaden Brasília. Canela ligger 826 meter över havet och antalet invånare är 33 528.
Terrängen runt Canela är kuperad åt sydväst, men åt nordost är den platt. Canela är det största samhället i trakten.
I omgivningarna runt Canela växer i huvudsak städsegrön lövskog. Runt Canela är det ganska tätbefolkat, med 116 invånare per kvadratkilometer.